# Kuwabara kuwabara
Kuwabara kuwabara (桑原桑原?) è un'espressione giapponese usata per tenere lontani i fulmini quando si è nei pressi di una tempesta, ma è, oggigiorno, utilizzata come una sorta di preghiera per aggiudicarsi la buona sorte e allontanare la sventura.
La parola kuwabara significa letteralmente campo di more e, secondo una esplicazione particolare, esiste una leggenda cinese secondo la quale questi campi non sono mai colpiti dai fulmini. 
In contrasto, il giornalista Moku Jōya spiega che "l'origine di kuwabara non è precisamente constatata, ma non ha nulla a che vedere con le piante di more, sebbene significhi effettivamente "campo di more".

## Nella mitologia
Nel Giappone del nono secolo, viveva un erudito aristocratico noto come Sugawara no Michizane che venne isolato a Kyūshū, dopo essere stato rimosso dalla carica che ricopriva in seguito al cambio di governo. La leggenda narra che, morendo in preda al dolore e al rancore, egli sfogò la sua rabbia mutandola in dei fulmini, affidati al dio del tuono Ryūjin.
Nel 930, Seiryoden della Corte fu colpito da un poderoso lampo. Il Maestro di Onmyo (ying-yang) disse che questa sventura fu la vendetta di Michizane. I due pregarono a lungo per il trapasso dello spirito vendicativo e ci riuscirono, per poi costruire il Santuario Kitano.
La terra posseduta da Michizane era conosciuta come "Kuwabara", quindi le persone pensarono che fosse buona idea proferire di trovarsi o provenire da Kuwabara, facendo esitare lo spirito. Persone simili pronunciavano continuamente "Kuwabara, Kuwabara" quando sentivano un tuono. Questa richiesta è frequente nelle opere della letteratura del periodo Heian, con elementi tipo "Tsureduregusa", un incantesimo con cui contrastare i tuoni e lampi. Chi viveva a Kuwabara a quei tempi pronunciava questa sorta di incantesimo e la terra di Kuwabara, si dice, non è mai stata colpita da un fulmine proprio per l'incantesimo.

## Nella cultura di massa
- Nel videogioco stealth d'azione Metal Gear Solid 3: Snake Eater, uno degli antagonisti, il Colonnello Volgin, in grado di manipolare i fulmini e spesso circondato da elettricità alla sua comparsa, è solito guardare il cielo e proferire l'espressione "Kuwabara, Kuwabara".
- Nell'anime del 2022 Urusei Yatsura, il monaco esorcista Cherry usa questa espressione nel finale del secondo episodio. Egli, infatti, aveva fornito al protagonista Ataru Moroboshi dei nastri incantati da annodare alle corna di Lamù, facendole perdere così i poteri (volo e scariche elettriche). Quando quest'ultima se ne accorge e Ataru le toglie i nastri, si vendica lanciando fulmini su quest'ultimo, affermando che il monaco sarebbe stato il prossimo a subire lo stesso trattamento. Cherry, però, profetizza la cosa e riesce a fuggire in tempo, pronunciando l'espressione "Kuwabara, kuwabara" nel mentre.